# Haus der Masken

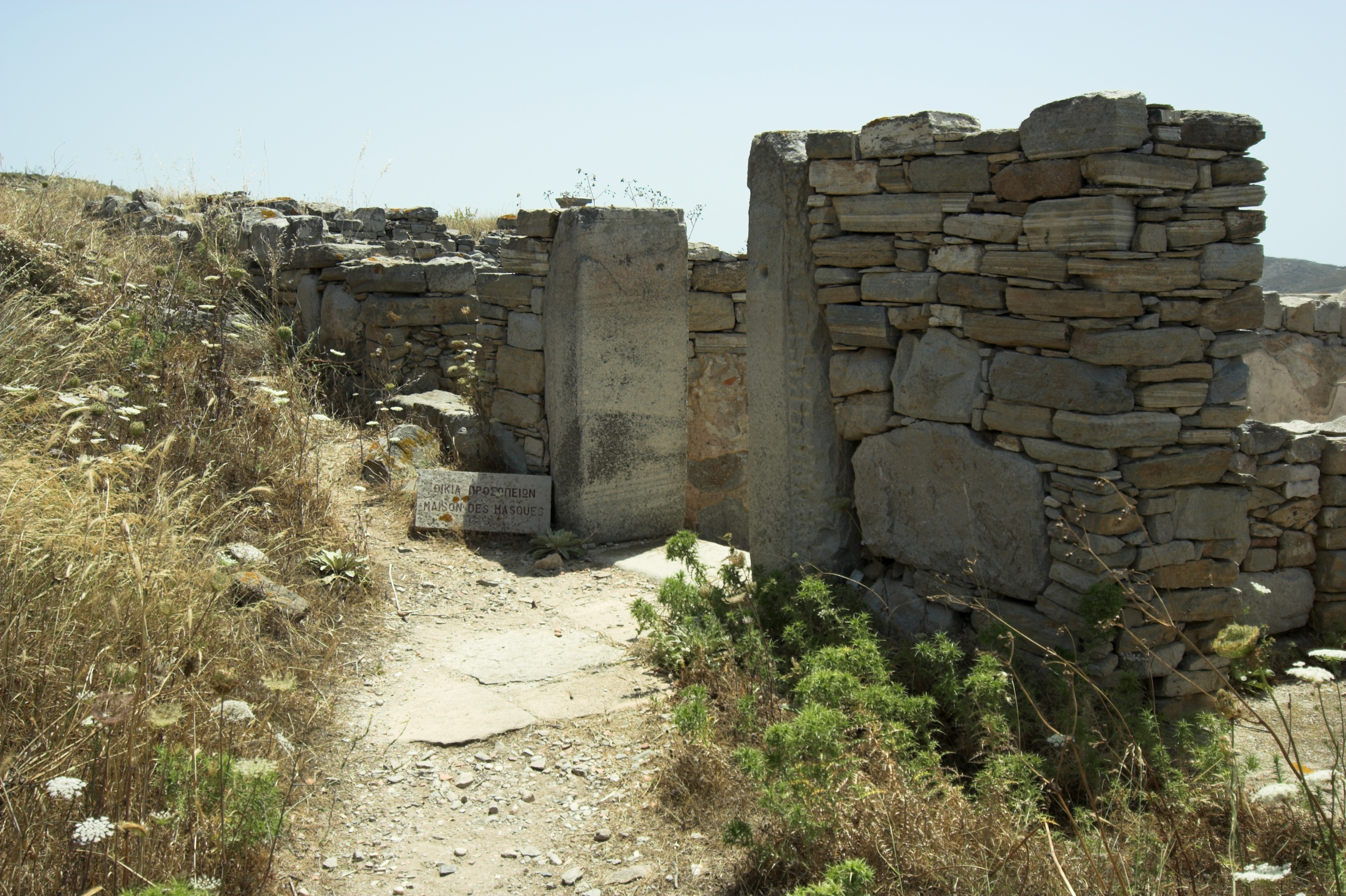
Eingang

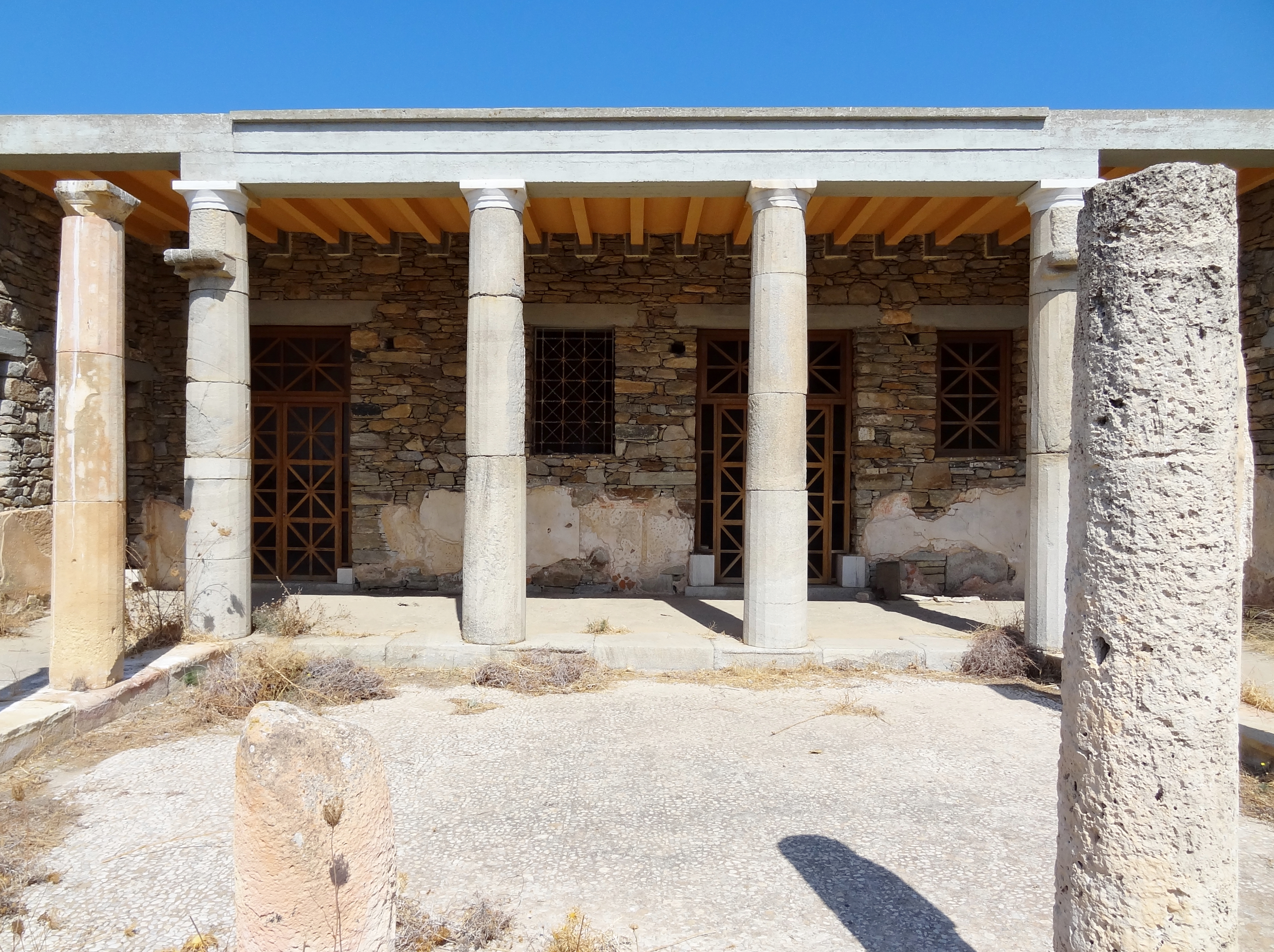
Das Peristyl im Haus

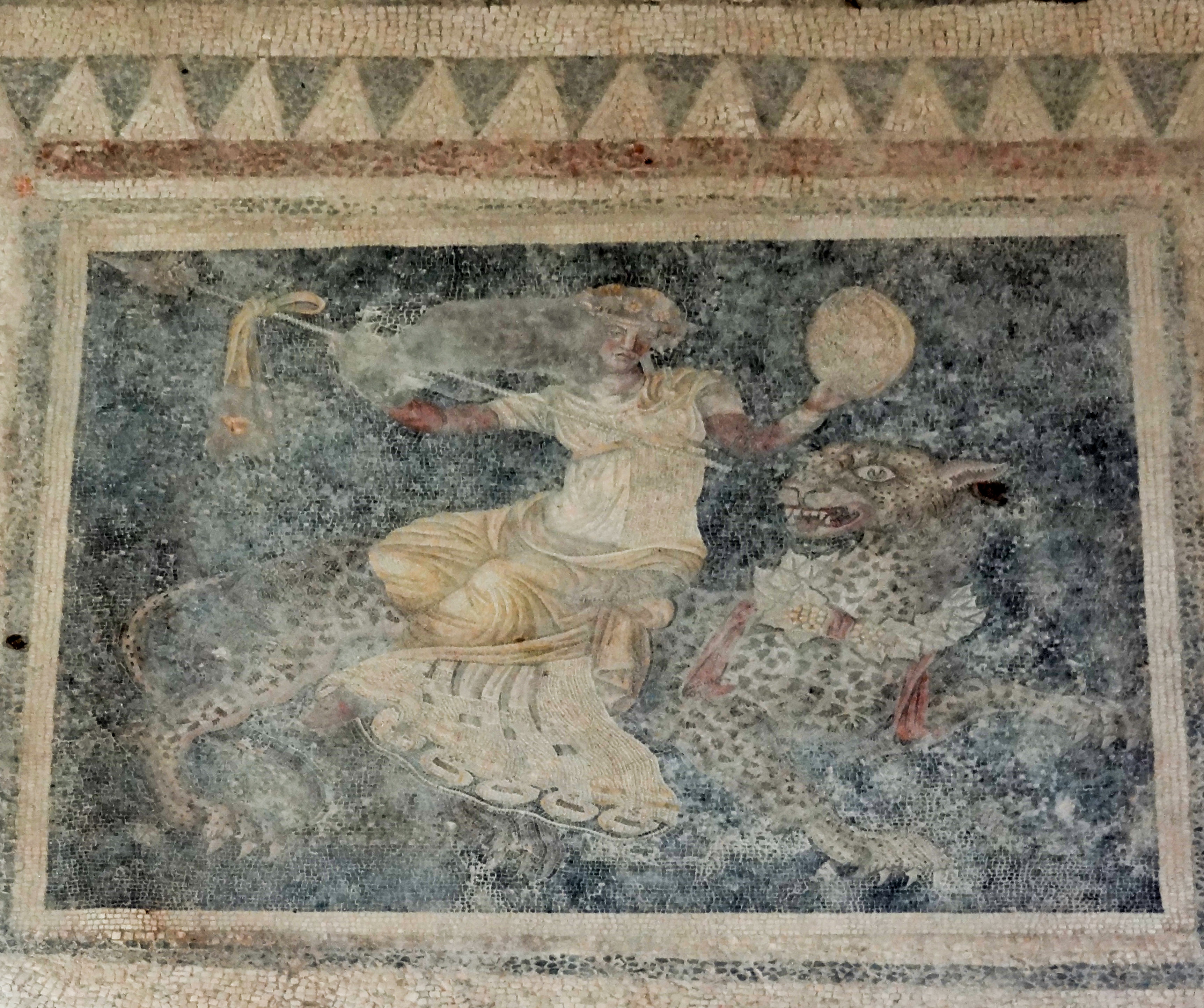
Mosaik mit Dionysos

Das Haus der Masken (Maison des masques) befindet sich auf Delos und gehört mit etwa 690 m² zu den größten und besonders reich mit Mosaiken ausgestatteten antiken Wohnbauten der Stadt. Das zwischen 120 und 80 v. Chr. errichtete Haus liegt südlich des Theaters und nimmt den großen Teil eines Wohnblockes ein.
Der Eingang des Hauses liegt im Osten an einer Straße mit Kolonnaden und führt über einen langen Gang direkt ins Peristyl, dessen Zentrum mit vier Säulen an jeder Seite ausgestattet war. Darum angeordnet finden sich diverse Räume, vier davon mit einer Mosaikausstattung. In einem südlich vom Peristyl liegenden Raum, östlich vom Eingang, befindet sich ein Mosaik, das Dionysos auf einem Panther reitend zeigt. Das Bild findet sich in einem schwarzen Feld, das wiederum von einem rechteckigen, helleren Mosaikfeld eingerahmt wird. Neben dem zentralen Bild des Gottes befindet sich auf jeder Seite jeweils ein kleineres Feld mit jeweils einem Bild eines Kentauren. Die Kentauren sind dabei deutlich bescheidener als die Figur des Dionysos gearbeitet. Die Wände des Raumes sind im 1. (Mauerstil) Stil stuckiert. Östlich vom Peristyl befindet sich der größte Saal des Hauses (9,30 × 7,20 m). Der Fußboden ist mit einem Mosaik ausgestattet, das ein Würfelmuster in Trompe-l’œil zeigt. An den Seiten befinden sich zwei florale Ornamentbänder; darin befinden sich auch Masken, die dem Haus den modernen Namen gaben. Zwei weitere Räume im Haus sind mit Mosaiken dekoriert. Ein kleiner Raum zeigt zwei männliche Figuren: Ein Mann tanzt, ein weiterer spielt Flöte. Die Arbeit ist eher grob. Ein vierter Raum zeigt am Eingang zwei Delfine. Ein Hauptfeld zeigt im Zentrum ein Vase.